# Andrija Milošević
Andrija Milošević (Podgorica, 6. kolovoza 1978.) crnogorski i srpski je kazališni, televizijski i filmski glumac, komičar i televizijski voditelj.

## Filmografija

### Televizijske uloge
- "Andrija i Anđelka" kao Andrija (2015. – 2016.)
- "Budva na pjeni od mora" kao Lunjo (2012.)
- "Nepobedivo srce" kao Boško Petrović (2011. – 2012.)
- "Pevaj, brate!" kao Marijan "Devil" Dević (2011. – 2012.)
- "Pare ili život" kao Džoni (2008. – 2010.)
- "Jesen stiže, dunjo moja" kao Gavrilo Brđević (2009. – 2010.)
- "Naša mala klinika" kao Mile Car (2007. – 2008.)
- "To toplo ljeto" kao Mikonja Kadunić (2008.)
- "Ne daj se, Nina" kao Marko Savić (2007. – 2008.)
- "M(j)ešoviti brak" kao Banjo (2003. – 2007.)
- "Karađorđe i pozorište" kao Karađorđe (2004.)

### Filmske uloge
- "Gorčilo – jesi li to došao da me vidiš" kao Marinko (2015.)
- "Mali Budo" kao Dr. Pavičević (2014.)
- "Gledaj me" kao Saša (2008.)
- "Promeni me" kao Draganče (2007.)
- "Konji vrani" kao Gavrilo Brđević (2007.)
- "Pogled sa Ajfelovog tornja" (2005.)
- "Opet pakujemo majmune" kao Nebojša (2004.)
- "Moja porodica, privatizacija i ja" kao sin Vido (2001.)
- "U ime oca i sina" kao vozač kombija (1999.)

## Vanjske poveznice
- Andrija Milošević u internetskoj bazi filmova IMDb-u (engl.)